# Archéparchie de Prešov
Prešov a été érigée le 22 septembre 1818 en éparchie de l'Église grecque-catholique ruthène, ce n'est que le 30 janvier 2008 qu'elle fut élevée au rang d'archéparchie de l'Église grecque-catholique slovaque. Les frontières de l'archéparchie correspondent aux frontières de la région de Prešov. Son archéparque est Jonáš Maxim, il siège à Prešov en la cathédrale Saint-Jean-Baptiste de Prešov.

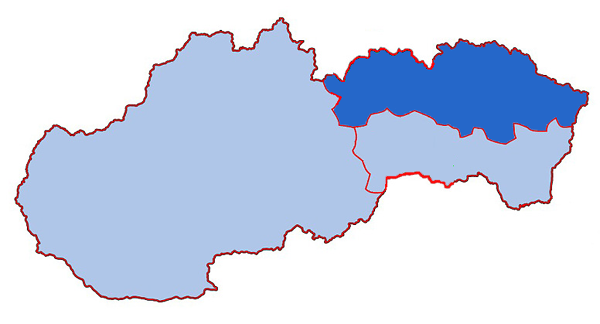
Carte de l'archéparchie de Prešov

## Éparques de Prešov
- Bienheureux Pavol Peter Gojdič
- Bienheureux Basile Hopko
- Ján Babjak
- Jonáš Maxim

## Cathédrale
L'église principale de l'éparchie est la cathédrale Saint-Jean-Baptiste à Prešov. Le saint patron de l'éparchie est St. Jean-Baptiste.

## Évêques

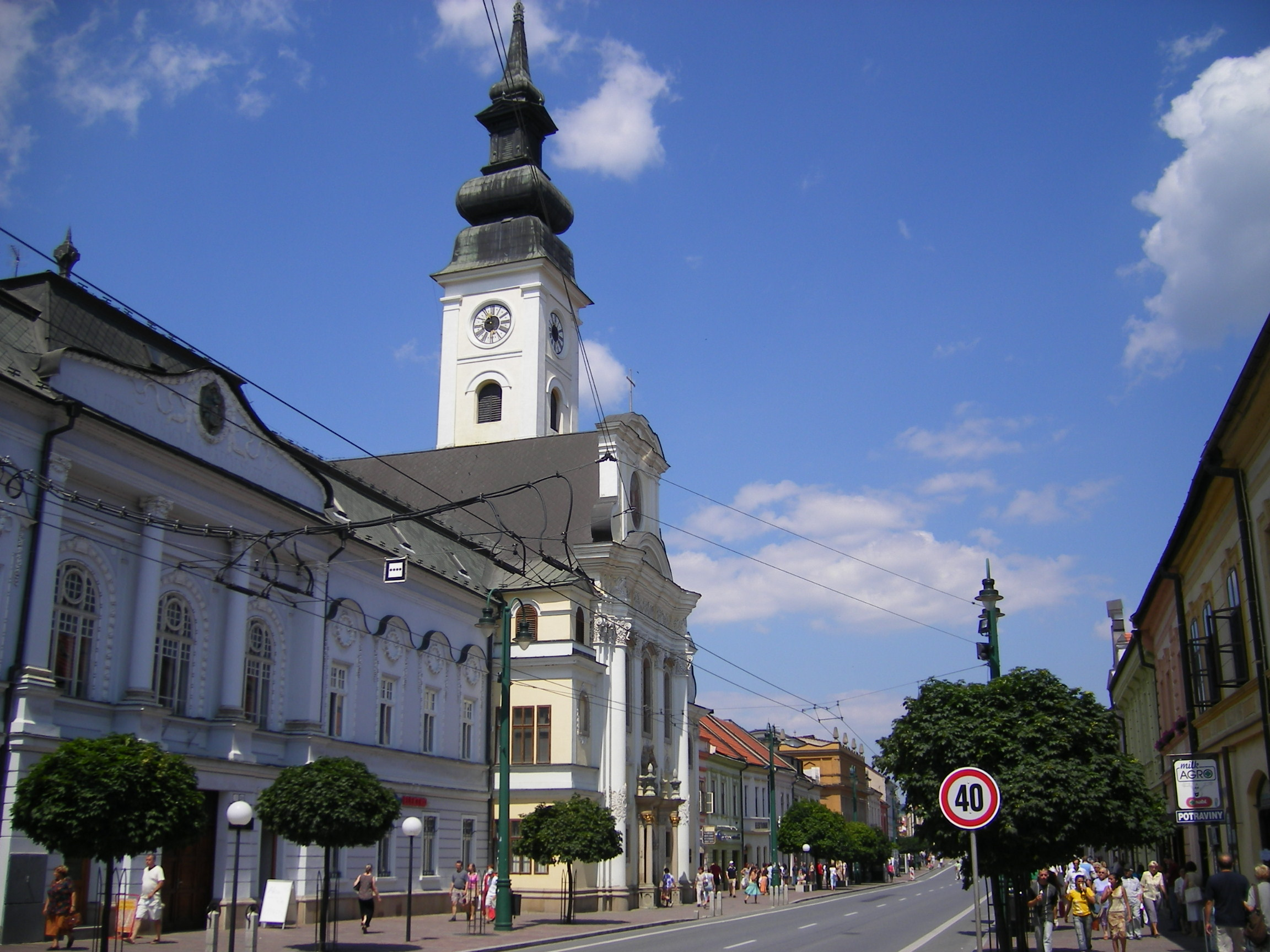
Présov

### Archevêques et Métropolites
L'archéparchie de Prešov est actuellement dirigée par Son Éminence Jonáš Maxim qui est archevêque et métropolite. Il a été nommé le 26 octobre 2023, a reçu la consécration épiscopale le 27 janvier 2024 et a repris le même jour la direction de l'archéparchie de Prešov.

### Archevêque émérite
Ján Babjak était archevêque et métropolite jusqu'au 25 avril 2022. Le pape Jean-Paul II  l'a nommé au poste de l'éparchie de Prešov le 11 décembre 2002. Il reçoit son ordination épiscopale des mains de St. Jean-Paul II dans la Basilique St. Pierre à Rome le 6 janvier 2003 . L'intronisation a eu lieu le 18 janvier 2003 à Prešov. Le 30 janvier 2008, le pape Benoît XVI. dans le cadre de la réorganisation canonique de l'Église gréco-catholique de Slovaquie, il a nommé Ján Babjak comme premier archevêque et métropolite de Prešov.
Son abdication a été acceptée par le pape François et annoncée le 25 avril 2022. À partir de ce jour, l'archéparchie fut dirigée par un administrateur apostolique sede vacante dont Peter Rusnák a pris le rôle, l'éparchie de Bratislava, jusqu'à la consécration et l'intronisation de Jonáš Maxim le 27 janvier 2024.

### Évêque auxiliaire
A ce jour, l’Archeparchie de Prešov n’a pas d’évêque auxiliaire. Le 19 avril 2013, le pape François a nommé le père Milan Lach en tant évêque auxiliaire de l'archéparchie de Prešov. Sa confirmation a eu lieu à Ľutina le 1er juin 2013. Milan Lach a été nommée administrateur apostolique de l'Éparchie de Parme pour les Ruthènes aux États-Unis le 24 juin 2017.
Dans les années 1992 – 1997, l'évêque auxiliaire était Milan Chautur, nommé exarque l’éparchie de Košice en 1997.

### Vicariat archiéparchial
Le 13 avril 2017, l'archevêque et métropolite Ján Babjak a créé le diocèse de Humenné. Martin Zlacký, alors curé de Humenné , devint le premier vicaire . Les protopresbyte de Humenné, Snina, Medzilaborce, Stropkov, Vranov, Čemerné et Hanušovce appartiennent à l'administration du vicariat.